# Sputnik 3
Lo Sputnik 3 fu un satellite artificiale messo in orbita dall'Unione Sovietica il 15 maggio 1958, lanciato dal Cosmodromo di Baikonur con un razzo vettore Semërka. Faceva parte del programma Sputnik. Fu utilizzato per la ricerca e l'esplorazione dell'atmosfera e dello spazio vicino. Per un errore nel fissaggio del nastro di registrazione, il satellite non è riuscito a rilevare le radiazioni nelle fasce di Van Allen.
Nel luglio del 1956 l'Unione Sovietica mise in moto un progetto per mettere in orbita il primo satellite artificiale della Terra indicato come ISZ. Lo Sputnik 3 venne designato per essere il primo satellite artificiale della storia, ma quando i lavori sul razzo vettore R-7 ICBM erano praticamente conclusi, per lo Sputnik 3 si continuava a far slittare la data di completamento. Così si decise di sostituirlo con il ben più semplice Sputnik 1, che diventò il primo satellite artificiale della storia. Anche lo Sputnik 2 venne completato e lanciato prima dello Sputnik 3. Uno dei motivi principali per cui non si decise di attendere il completamento dello Sputnik 3 e lanciare prima Sputnik 1 e 2 fu quello di battere sul tempo la concorrenza degli Stati Uniti.
Lo Sputnik 3 era un laboratorio scientifico automatico. Era di forma conica, lungo 3,57 m e largo alla base 1,73 m. La sua massa era di 1327 kg. I suoi dodici strumenti scientifici sono serviti per raccogliere dati sulla composizione dall'alta atmosfera, sulla pressione, sulla presenza di particelle cariche, sui fotoni nei raggi cosmici, sui nuclei pesanti nei raggi cosmici, sui campi magnetici ed elettrostatici e sulle particelle meteoriche. È rimasto in orbita fino al 6 aprile 1960.